# Cheetah (rappeuse)
Kim Eun-young (hangeul: 김은영; née le 25 mai 1990), mieux connue par son nom de scène Cheetah (치타), est une rappeuse sud-coréenne. Cheetah est devenue connue grâce à sa victoire dans Unpretty Rapstar. Elle a débuté en 2010 avec la chanson Stop (Money Can't Buy Me Love) en tant que membre du duo Blacklist et elle est actuellement signée sous C9 Entertainment.

## Carrière
Avant de débuter dans l'industrie musicale, Cheetah était à l'origine une rappeuse underground dans la rue après avoir lâché le lycée,. Cependant, en juillet 2010, elle a officiellement débuté avec la chanson Stop (Money Can't Buy Me Love) en tant que membre du duo hip-hop Blacklist. Composé d'elle-même et de Lucy, le duo a sorti deux chansons : Nothing Lasts Forever et Stop. Le groupe s'est rapidement séparé après.
Après Blacklist, Cheetah a fait plusieurs apparitions solo, notamment en faisant des featurings sur des chansons d'autres rappeurs et surtout en venant dans la compétition télévisée de rap Show Me the Money. En 2012, elle rejoint l'artiste hip-hop Crush dans un autre duo, appelé Masterpiece. Ils ont sorti le single Rollercoaster en mai 2012, et sont maintenant séparés.
En 2014, Cheetah sort son premier EP, intitulé Cheetah Itself. Le mini-album nous fait entendre son rap percutant et a attiré l'attention sur son talent en tant qu'artiste solo. L'album l'a aidée à se placer sur la liste des participants du spin-off de Show Me the Money, Unpretty Rapstar.
Début 2015, on annonce que Cheetah participera à Unpretty Rapstar. On y retrouvait également Jessi de Lucky J, Jimin d'AOA, et d'autres rappeuses underground. Cheetah a remporté l'émission.
Depuis sa montée en popularité et sa victoire dans Unpretty Rapstar, Cheetah a aussi collaboré avec le monde de la mode. La rappeuse a participé à la conception et à la sortie d'une ligne de vêtements en collaboration avec Push Button.
En mars 2015, il a été dit que Cheetah travaillerait sur un nouvel album, qui devrait sortir dans l'année.
Cheetah a sorti la chanson My Number le 2 août 2015. Elle était le premier single de la rappeuse depuis son apparition dans Unpretty Rapstar.
En octobre 2015, Cheetah a collaboré avec Kim Junsu sur son EP et a pris part à la chanson Midnight Show. Au cours du même mois, malgré le fait qu'elle soit connue en tant que rappeuse, Cheetah est apparue dans King of Masked Singer en tant que chanteuse jazz.
En janvier 2016, Cheetah est apparue dans Produce 101 afin d'entraîner les stagiaires en rap.
En 2018 , Cheetah apparaît dans Produce 48 en tant que coach de rap.

## Vie privée
En janvier 2007, Cheetah a été percutée par un bus alors qu'elle traversait une rue, ce qu'il l'a conduite à l'hôpital. Cheetah a été mise dans le coma pour une période étendue avec une chance très minime de se réveiller un jour. Cependant, elle s'en est remise sans complications, bien qu'elle ait perdu la capacité de chanter à cause de l'usage continu d'une assistance respiratoire. Cheetah a déclaré que cette expérience traumatisante est ce qu'il l'a conduite au succès et à "vivre sans regrets".

## Discographie

### Chansons classées
| Année | Titre                             | Meilleure position | Ventes   | Album            |
| Année | Titre                             | COR                | Ventes   | Album            |
| ----- | --------------------------------- | ------------------ | -------- | ---------------- |
| 2015  | "My Type" (avec Kangnam et Jessi) | 1                  | 608 950  | Unpretty Rapstar |
| 2015  | "Coma 07"                         | 4                  | 280 239  | Unpretty Rapstar |
| 2015  | "Like Nobody Knows" (feat. Ailee) | 3                  | 427 943+ | Unpretty Rapstar |
| 2015  | "My Number"                       | 7                  | 141 138+ | 'My Number'      |
| 2016  | "Not Today"                       | —                  | —        | album single     |

### Albums
| Informations sur l'album                                                           | Liste des pistes          |
| ---------------------------------------------------------------------------------- | ------------------------- |
| My Number - Single digital - Date de sortie: 3 août 2015 - Label: C9 Entertainment | 1. My Number 2. Catharsis |

| Informations sur l'album                                                                | Liste des pistes |
| --------------------------------------------------------------------------------------- | ---------------- |
| Star Wars - Single digital - Date de sortie: 18 décembre 2015 - Label: C9 Entertainment | 1. Star Wars     |

| Informations sur l'album                                                    | Liste des pistes |
| --------------------------------------------------------------------------- | --- |
| Cheetah Itself - EP - Date de sortie: 27 juin 2014 - Label: Wealive Records | 1. 100 km 2. Expectation (ft. Morra) 3. Crazy Diamond 4. 100 km (inst.) 5. Expectation (inst.) 6. Crazy Diamond (inst.) |

## Filmographie

### Émissions de variété
| Année | Titre                     | Chaîne | Notes                    |
| ----- | ------------------------- | ------ | ------------------------ |
| 2015  | Unpretty Rapstar          | Mnet   | Participante et gagnante |
| 2015  | I Live Alone              | MBC    | Épisodes 107-108         |
| 2015  | Hello Counselor           | KBS2   | Épisode 236              |
| 2015  | You Hee-yeol's Sketchbook | KBS2   | Épisode 283              |
| 2015  | King of Mask Singer       | MBC    | Épisode 27               |
| 2015  | Witch Hunt                | JTBC   |                          |
| 2016  | Produce 101               | Mnet   |                          |
| 2016  | Happy Together – Season 3 | KBS2   | Épisode 438              |

### Séries télévisées
| Année | Titre                      | Chaîne | Notes              |
| ----- | -------------------------- | ------ | ------------------ |
| 2016  | Ms. Temper and Nam Jung-Gi | JTBC   | Épisode 13 (caméo) |